# Kreditverkehr
Unter Kreditverkehr kann man alle Zahlungsvorgänge verstehen, die mit der Inanspruchnahme und Tilgung von Krediten zusammenhängen.

## Allgemeines
Ein Kredit ist die Gebrauchsüberlassung von Geld (Banknoten, Münzen, Buchgeld) oder vertretbaren Sachen (Warenkredit) auf eine bestimmte oder unbestimmte Zeit. Der Ursprung des Wortes Kredit wird abgeleitet von „glauben“ (lateinisch credere) und „das auf Treu und Glauben Anvertraute“ (lateinisch creditum). Betrachtet man ausschließlich die Gebrauchsüberlassung eines Geldbetrages, so bedeutet dies, dass der Kreditgeber darauf vertraut, vom Kreditnehmer den überlassenen Geldbetrag entsprechend den getroffenen Vereinbarungen (Zahlung eines Zinses) im Kreditvertrag zurückzuerhalten.
Die wirtschaftliche Bedeutung des Kredits beruht auf der Möglichkeit, Sparer und Investoren zu trennen. Der Kredit bildet damit eine zentrale Grundlage für die volkswirtschaftliche Kapitalbindung und den effizienten Kapitaleinsatz.
Der Kreditverkehr lässt sich sowohl gesamtbetriebswirtschaftlich als auch volkswirtschaftlich einordnen.
Des Weiteren kann noch eine Differenzierung zwischen dem internationalen und dem nationalen Kreditverkehr vorgenommen werden. Der internationale Kreditverkehr schließt Kapitalüberlassungen zwischen Kapitalnachfragern (z. B. Unternehmen) aus einem Land und Kapitalgebern aus einem anderen Land (z. B. Banken) in Form von Krediten ein. Der nationale Kreditverkehr bezieht sich lediglich auf sämtliche Kredittransaktionen innerhalb des Inlands.

## Sektoren des Kreditverkehrs
Die Zahlungsvorgänge können in unterschiedlichen Beziehungen zueinander stehen. Somit lässt sich der Kreditverkehr in sechs Sektoren aufteilen, welche die verschiedenen Kreditverhältnisse umfassen.
1. Sektor: der private Kreditverkehr
Dieser umfasst Kreditverhältnisse zwischen Privatpersonen und anderen Privatpersonen (siehe Privatkredit).
2. Sektor: der Kreditverkehr der Unternehmungen
Dieser bezieht sich auf die Verhältnisse zwischen Unternehmungen und Privatpersonen sowie zwischen Unternehmungen und anderen Unternehmungen.
3. Sektor: der Bank-Kreditverkehr
Dieser schließt Kreditverhältnisse zwischen Kreditinstituten und Privatpersonen, Kreditinstituten und Unternehmungen und Kreditinstituten und anderen Kreditinstituten ein.
4. Sektor: der öffentliche Kreditverkehr
Der öffentliche Kreditverkehr umfasst Kreditverhältnisse zwischen den öffentlichen Stellen einerseits sowie Kreditinstituten, Unternehmungen und Privatpersonen andererseits und Verhältnisse zwischen öffentlichen Stellen und anderen öffentlichen Stellen.
5. Sektor: der Inlands-Kreditverkehr der Zentralbank
Dieser bezieht sich auf Kreditverhältnisse zwischen der Zentralbank und den Geschäftsbanken des entsprechenden Landes sowie zwischen der Zentralbank und den öffentlichen Stellen des entsprechenden Landes.
6. Sektor: der supranationale Kreditverkehr
Dieser umfasst Kreditverhältnisse zwischen supranationalen Finanzorganisationen einerseits sowie öffentlichen Stellen, Unternehmungen, Kreditinstituten und Privatpersonen verschiedener Länder andererseits. Des Weiteren gehören zu diesem Sektor Kreditverhältnisse zwischen Zentralbanken und supranationalen Finanzorganisationen, zwischen supranationalen Finanzorganisationen und anderen supranationalen Finanzorganisationen und zwischen Zentralbanken und anderen Zentralbanken.

## Betriebswirtschaftliche Bedeutung
Innerhalb der Betriebswirtschaftslehre und hier besonders im Rahmen der Finanzwirtschaft hat ein Kredit den Zweck, mangelndes Eigenkapital zu ersetzen. Kredite stellen somit eine Form der Fremdfinanzierung dar. Durch die Inanspruchnahme von Krediten haben die Unternehmen die Möglichkeit, ihr Eigenkapital zu erhöhen, um so beispielsweise notwendige Investitionen finanzieren zu können. Der Kreditverkehr beinhaltet begrifflich alle betriebswirtschaftlich bedeutsamen Vorgänge der Gewährung, Tilgung und Überwachung von Krediten.

### Kreditgewährung
Eine Kreditgewährung setzt voraus, dass der Kreditnehmer eine entsprechende Kreditfähigkeit und Kreditwürdigkeit besitzt.
Bei der Kreditfähigkeit handelt es sich um die rechtliche Fähigkeit, Kredite aufzunehmen. Kreditfähig sind alle Personen, die imstande sind, rechtlich wirksame Kreditverträge abzuschließen. In Deutschland sind dies alle voll geschäftsfähigen Personen, juristische Personen sowie Minderjährige mit Zustimmung ihrer gesetzlichen Vertreter und der Genehmigung durch das Vormundschaftsgericht. Die Kreditwürdigkeit berücksichtigt, ob Personen wirtschaftlich in der Lage sein werden, die Pflichten aus dem Kredit vertragsmäßig zu erfüllen (Kreditrückzahlung, Zinszahlung, Einhaltung von Terminen). Hinsichtlich der Kreditwürdigkeit kann noch zwischen der persönlichen und der materiellen Kreditwürdigkeit differenziert werden. Während die persönliche Kreditwürdigkeit die Vertrauenswürdigkeit des Kreditnehmers beurteilt, berücksichtigt die materielle Kreditfähigkeit die wirtschaftlichen Verhältnisse des Kreditnehmers.
Wichtigste Voraussetzung für die Kreditgewährung ist die persönliche Kreditwürdigkeit des Kreditnehmers, da seine persönlichen Verhältnisse darauf abzielen müssen, dass er den Willen hat, seine vertragsmäßigen Pflichten aus dem Kreditvertrag zu erfüllen. Zur Prüfung der persönlichen Kreditwürdigkeit dienen u. a. das Kreditgespräch und Fremdauskünfte, wie zum Beispiel die SCHUFA-Auskunft.
Die materielle Kreditwürdigkeit ist dennoch für die Kreditgewährung von Bedeutung. Es soll sichergestellt werden, dass der Kredit vertragsgemäß zurückgezahlt werden kann. Hierbei spielen die Einkommens- und Vermögensverhältnisse des Kreditnehmers, der Grund für die Kreditaufnahme und die Verwendung des Kredits eine entscheidende Rolle. Bei Firmenkrediten sind zudem die Qualifikation/Struktur des Managements, die leistungswirtschaftliche Position, die Marktposition sowie die finanzwirtschaftliche Position hinsichtlich der Kreditwürdigkeit von Relevanz. Die Bonitätsprüfung von Unternehmen muss Aussagen über die nachhaltige Ertragskraft des Unternehmens unter Berücksichtigung der künftigen Konkurrenzfähigkeit und Aussagen bezüglich der Fähigkeit, den Kapitaldienst für die aufgenommenen Schulden zu erbringen, liefern.

### Kredittilgung
Hinsichtlich der Tilgung von Krediten ist Bezug auf die langfristigen Kredite zu nehmen. Langfristige Kredite besitzen meist Darlehensform. Unter einem Darlehen kann man solche Kredite verstehen, deren Aus- und Rückzahlungsbeträge fest geplant sind. Die Haupttilgungsformen sind das Annuitätendarlehen, das Tilgungsdarlehen und das endfällige Darlehen. Beim Annuitätendarlehen ist die periodisch zu bezahlende Gesamtrate konstant, was eine gleichmäßige Liquiditätsbelastung bedeutet. Da die Höhe des zu verzinsenden Darlehens mit der Tilgung abnimmt, nimmt auch der Zinsbetrag ab. Bezüglich des Tilgungsdarlehens ist von Bedeutung, dass die Tilgung pro Periode konstant ist. Vorteilhaft ist hier die lineare Reduzierung des Darlehens. Die liquiditätsmäßige Gesamtbelastung ist jedoch aufgrund der rückläufigen Zinsbelastung am Anfang höchsten. Beim endfälligen Darlehen ist regelmäßig nur ein konstanter Betrag an Zinsen zu zahlen. Die Tilgung erfolgt hier auf einen Schlag am Laufzeitende.

### Kreditüberwachung
Da eine Kreditvergabe meist mit Risiken aus Sicht der Kreditnehmer verbunden ist, ist eine Kreditüberwachung zwingend notwendig. Diese Überwachung umfasst u. a. die Überwachung der Sicherheiten, die gestellt wurden, die Kontrolle der Umsatzentwicklung, die Überwachung, ob der Kreditnehmer seine Vertragsbedingungen wie vereinbart erfüllt, die regelmäßige Prüfung der Kreditwürdigkeit des Kreditnehmers und die Beobachtung des Umfeldes vom Kreditnehmer (Kunden, Lieferanten, Abnehmer).

## Volkswirtschaftliche Einordnung
Im Rahmen der Makroökonomie ist der Begriff des Kreditverkehrs Bestandteil der Kapitalbilanz und wird dort häufig als übriger Kapitalverkehr bezeichnet. Die Kapitalbilanz, welche eine Teilbilanz der Zahlungsbilanz darstellt, erfasst die internationalen Veränderungen aller Vermögenspositionen. Der Kreditverkehr innerhalb der Kapitalbilanz umfasst Buchkredite, Schuldscheindarlehen, Kredite der öffentlichen Hand an Entwicklungsländer, im Wege der Abtretung erworbene Forderungen u. Ä. Bankguthaben sowie Handelskredite (Forderungen und Verbindlichkeiten aus Zahlungszielen und Anzahlungen). Alle Bestandteile sind als Transaktionen zwischen dem Inland und dem Ausland zu betrachten. Auf der Soll-Seite der Bilanz des Kreditverkehrs wird die ausländische Netto-Kreditgewährung an das Ausland erfasst. Die Haben-Seite beinhaltet die inländische Netto-Kreditgewährung an das Ausland. Weiterhin kann man noch nach langfristiger (bei ursprünglich vereinbarter Laufzeit von mehr als einem Jahr oder bei unbegrenzter Laufzeit) und kurzfristiger (bei einer Laufzeit bis zu einem Jahr) Kreditgewährung differenzieren. Unter Netto-Kreditgewährung ist zu verstehen, dass am Ende nur der Saldo aus Kreditneugewährung und Kreditrückzahlung ausgewiesen wird.